# Museo de Sulaimaniya

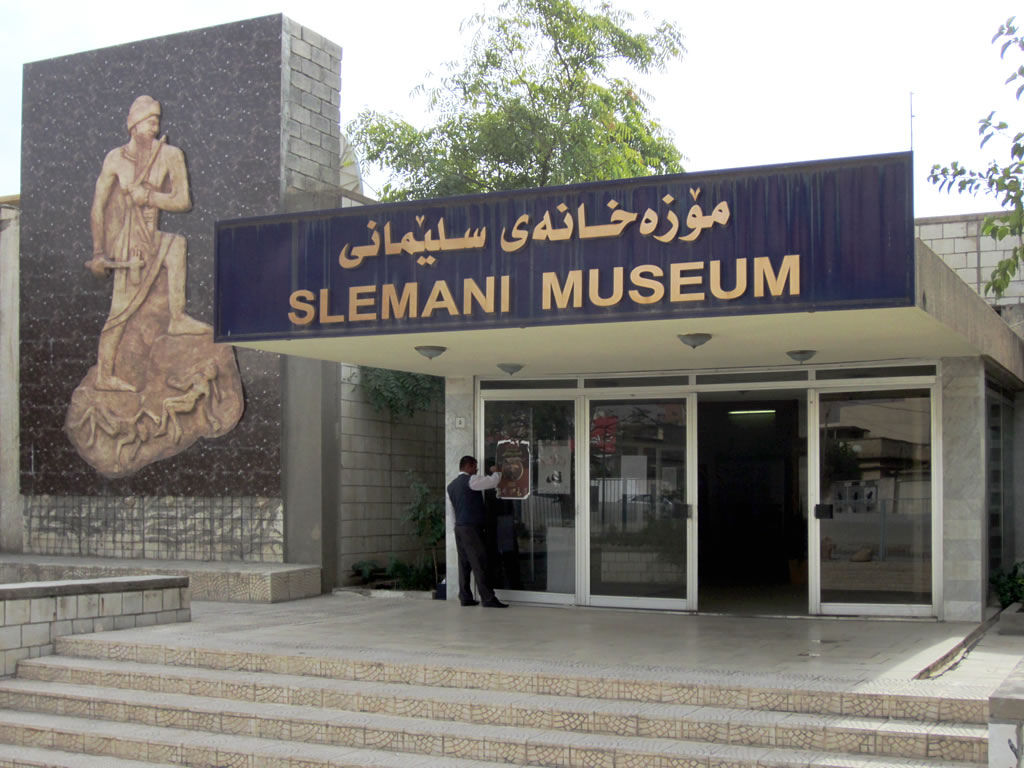
Entrada del Museo de Sulaymaniyah. Región del Kurdistán, Irak

El Museo de Sulaimaniya, el segundo museo más grande de Irak, fue fundado el 14 de julio de 1961. Al comienzo de su creación fue la ejecución de un pequeño edificio en la calle Salem en el centro de Sulaimaniya, en el Kurdistán irakí, y luego se amplió en 1975 para seguir el modelo de museo holandés, aunque por las circunstancias políticas de la época no se abrió hasta el año 2000. El museo depende administrativamente del ministerio provincial de Municipios y Turismo de Sulaimanuya y tiene actualmente más de 80.000 piezas de diversas etapas históricas, provenientes de unos 500 sitios arqueológicos de Kurdistán, aunque actualmente hay más de 1000 yacimientos identificados sin excavar en la región.
La mayoría de los artefactos expuestos fueron cedidos o proporcionados por el Museo de Mosul y el Museo de Irak en Bagdad hasta el año 1990, a causa de piezas arqueológicas de los museos en la división de las provincias iraquíes, eran centralmente por el Museo Iraquí. El museo ha mantenido todos ellos hoy en día.
La mayoría de los objetos expuestos son de obre la forma de mostrar el estilo de los artefactos en el museo, depende de la cronología de la civilización de Mesopotamia a partir de las culturas arqueológicas de Jarmo, de Hassuna, de Halaf y de Al Ubaid, a través jeudet Nasr entonces la era de Babilonia, el acadio y sumerio y el fin del emirato Alababania. Es la misma técnica que siguió el Museo Iraquí, y el proyecto que tiene el museo junto con la UNESCO para reformarlo y rehabilitarlo de una manera civilizada en un nuevo edificio, siguiendo las mismas normas europeas y americanas. El museo de Sulaimaniya es un candidato buque insignia ideal para introducir la museología del estado de la técnica y las buenas prácticas internacionalmente reconocidas en la región del Kurdistán. El Museo Sulaymaniyah es sin duda el mejor museo arqueológico en la región del Kurdistán de Irak. El museo cuenta con una gestión comprometida y personal decidido a ponerla en el siglo XXI.
La UNESCO ha tomado la decisión de ayudar al Gobierno Regional de Kurdistán para proteger y promover el patrimonio nacional iraquí multiétnica, mediante la introducción y difusión de buenas prácticas museológicas internacionales aceptadas y conocimientos relacionados con el museo de Sula. Viene a completar estos esfuerzos por apoyar el desarrollo de programas educativos para los profesores de secundaria y estudiantes que visitan el museo. Programas de educación del museo apoyarán la educación de calidad de la historia y la cultura de Irak. El objetivo final del proyecto es para que el Museo Sulaymaniyah se convierta en un modelo y recurso para otros museos. Dicha organización visitó el museo, encabezada por el experto arqueólogo Dr. Steward Kpsong y encontró un museo calificado en términos de construcción y grupo de privilegiados administrativos y arqueológicos ubicados en el cual se aplica el enfoque de los museos de Europa. Los planes de Estados Unidos y de trabajo con la UNESCO y el apoyo de la organización estaba siendo esencial para este fin y se espera que se aplique este enfoque en el presente año.
El museo incluye una serie de artefactos de diferentes etapas históricas y hay alrededor de 80.000 piezas arqueológicas. Estas están en aumento debido a las operaciones de exploración y de investigación en muchos de los nuevos sitios inexplorados de la provincia y todas las piezas son importantes porque están hablando de la época de Mesopotamia.
Existe muy buena relación entre el museo de Sulamaniya y el Museo Nacional de Irak y hay una cooperación continua entre las dos partes. Fue muy importante el gran papel de los funcionarios en el museo ya que reconstruyeron decenas de artefactos y piezas de arqueología robadas del museo de Irak después de los saqueos, que afectaron a dicho museo en 2003, ya fuera a través de la compra de estas piezas por parte de narcotraficantes o mediante la coordinación con la policía municipal y la seguridad en la región.
Actualmente se están trabajando más de 1000 sitios exploradores arqueológicos en Sulaymania, pero también hay más de 1000 no explorados, incluyendo las zonas arqueológicas Sharpazer, a las cuales son difíciles de llegar por los equipos.
- Datos: Q19414891
- Multimedia: Sulaymaniyah Museum / Q19414891